# Анозогнозія
Анозогнозія (новолат. anosognosia; грец. ἀ- — не + νόσος — хвороба + γνῶσις — знання, пізнання) — відсутність критичної оцінки хворим свого ураження (паралічу, зниження зору, слуху тощо.). Вперше це явище було описано Габрієлем Антоном і Жозефом Бабінським (синдром Антона-Бабінського).
Анозогнозія спостерігається переважно при ураженні правої тім'яної частки головного мозку.
Під анозогнозією у психіатрії розуміється такий стан хворого, коли той не усвідомлює наявність у нього психічного розладу (або дефекту), при цьому він може виступати проти проведення відповідного лікування. Анозогнозія в одних випадках може вказувати на тяжкий психічний розлад з порушенням критики (слабоумство, маніакальний синдром, маревний або корсаковський психоз), в інших — на склад особистості хворого (наприклад, при алкоголізмі) або на те, що він застосовує механізми психологічного захисту, наприклад, під впливом почуття провини.